# 田吉茲湖
50°26′23″N 68°54′0″E / 50.43972°N 68.90000°E

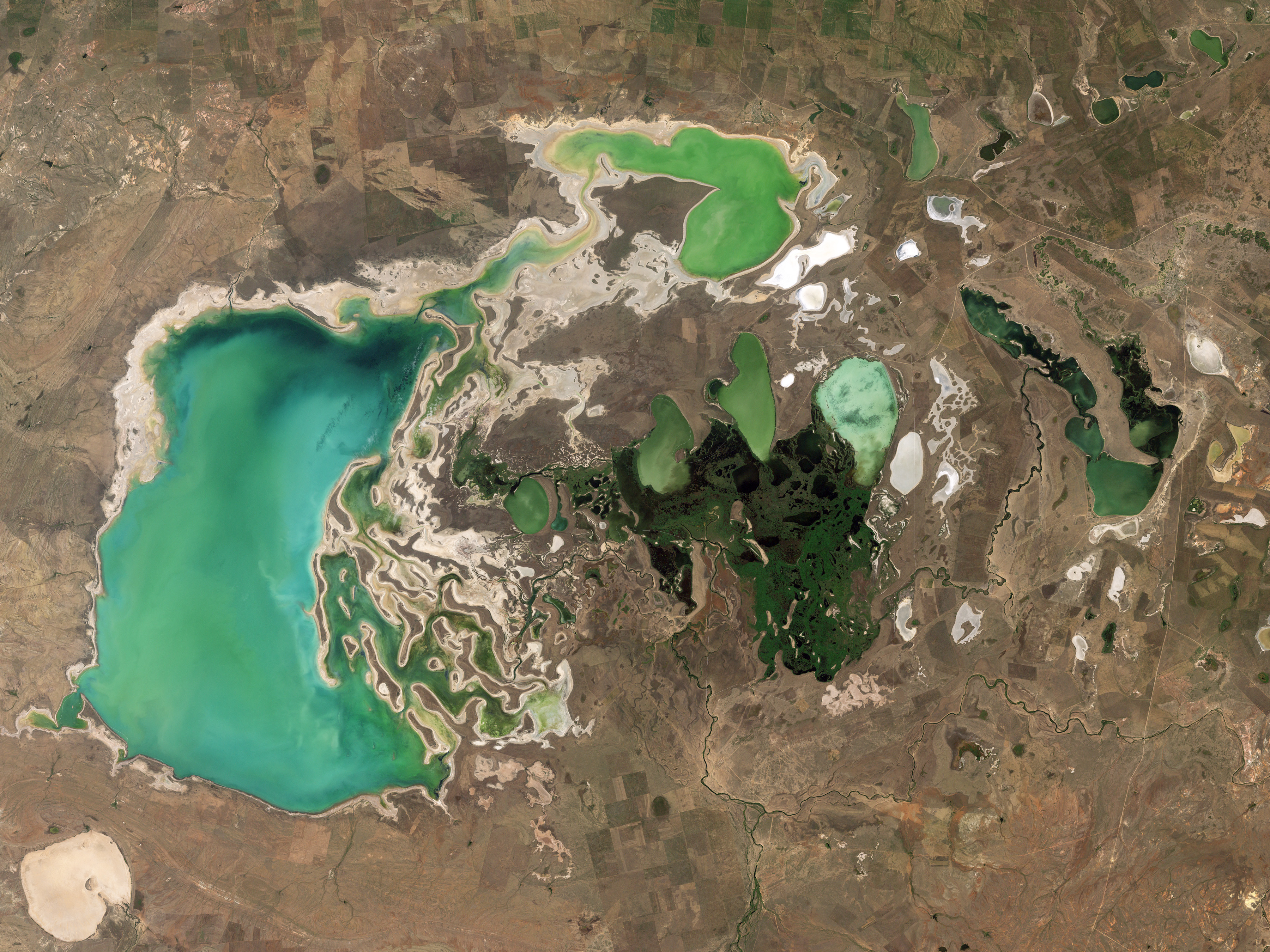

田吉茲湖是哈薩克的鹹水湖，位於該國中北部，長74.4公里、寬32.2公里，面積1,382平方公里，海拔高度304米，平均水深2.5米，最大水深6.7米，是318種鳥類的棲息地，湖中有多座島嶼。